# 息障院
息障院（そくしょういん）は、埼玉県比企郡吉見町にある真言宗智山派の寺院。

## 歴史
天平年間（729年 - 749年）、聖武天皇の開基である。後に坂上田村麻呂が蝦夷征討の成就を祈ったり、承平天慶の乱の際に平将門調伏を祈ったことから、朝廷より「障りを息（や）めさせる」という意味が込められた「息障院」の院号が与えられた。
元々は「吉見観音」で知られる安楽寺の隣にあり、一つの大伽藍を形成していた。
応永年間（1394年 - 1428年）に良慶が再興した際に現在地に移転した。現在地は元々源範頼の屋敷があったところである。その後は真言宗の「関東総談義所」が置かれ、300もの末寺を擁していた。

## 境内

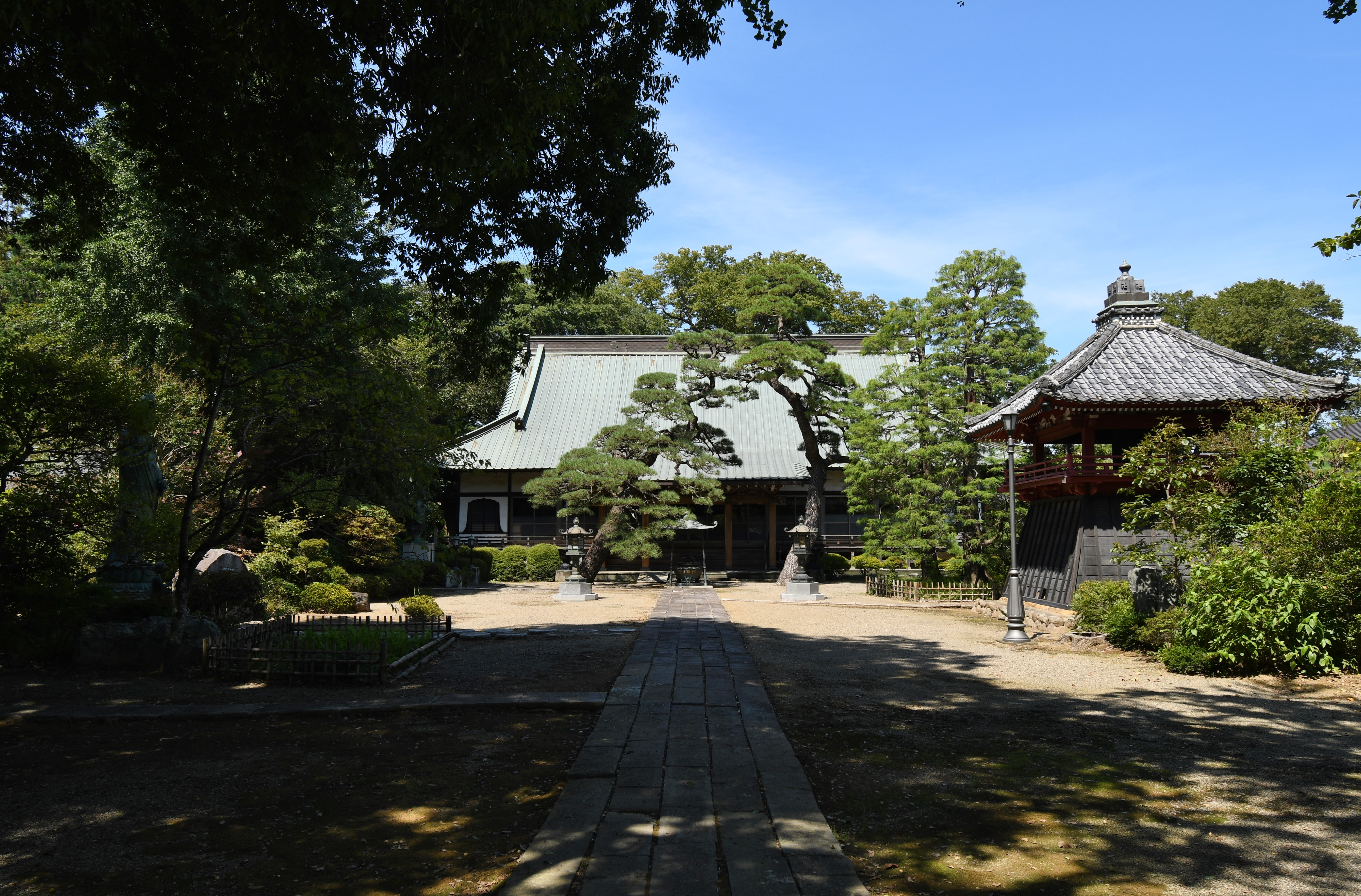
境内
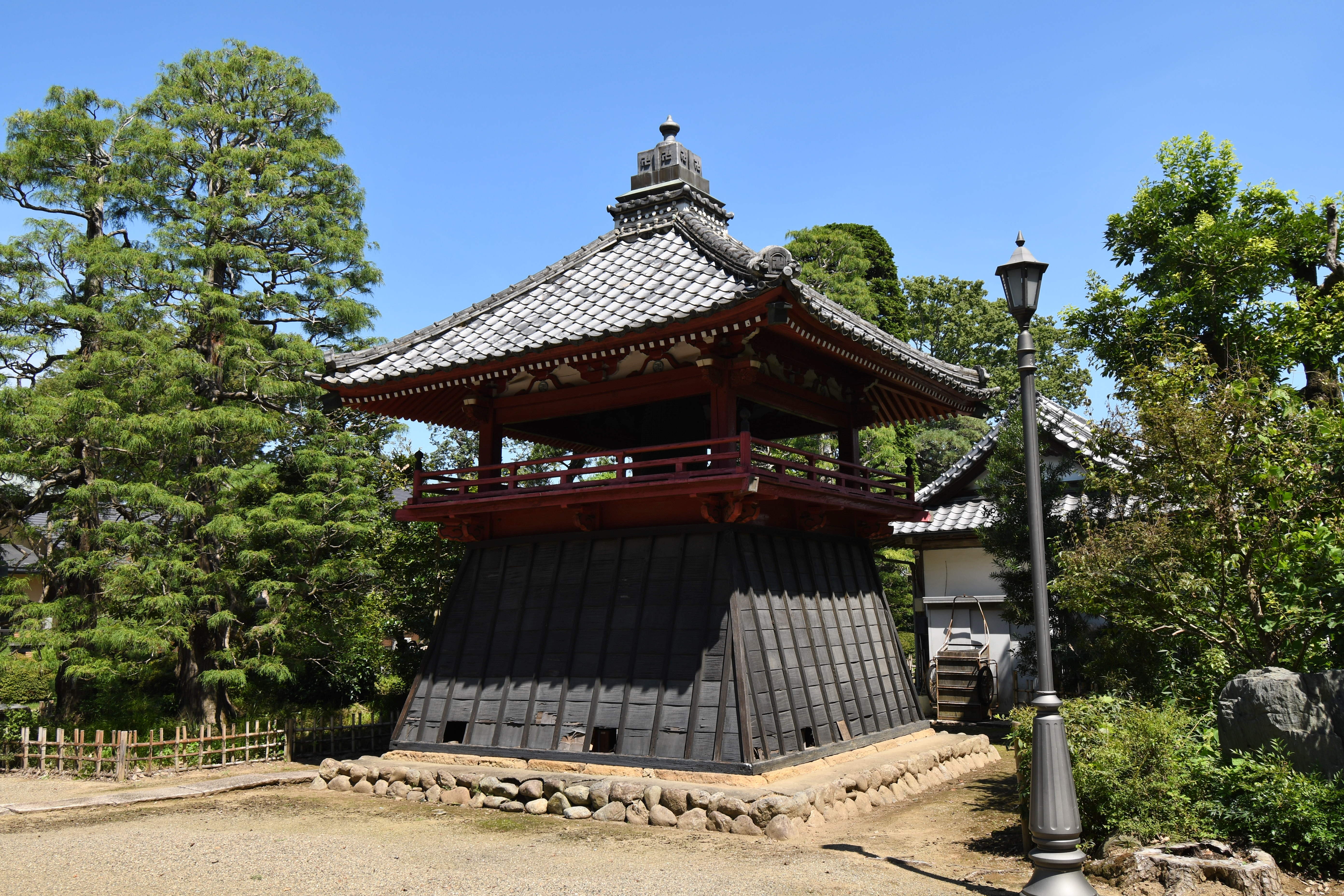
鐘楼
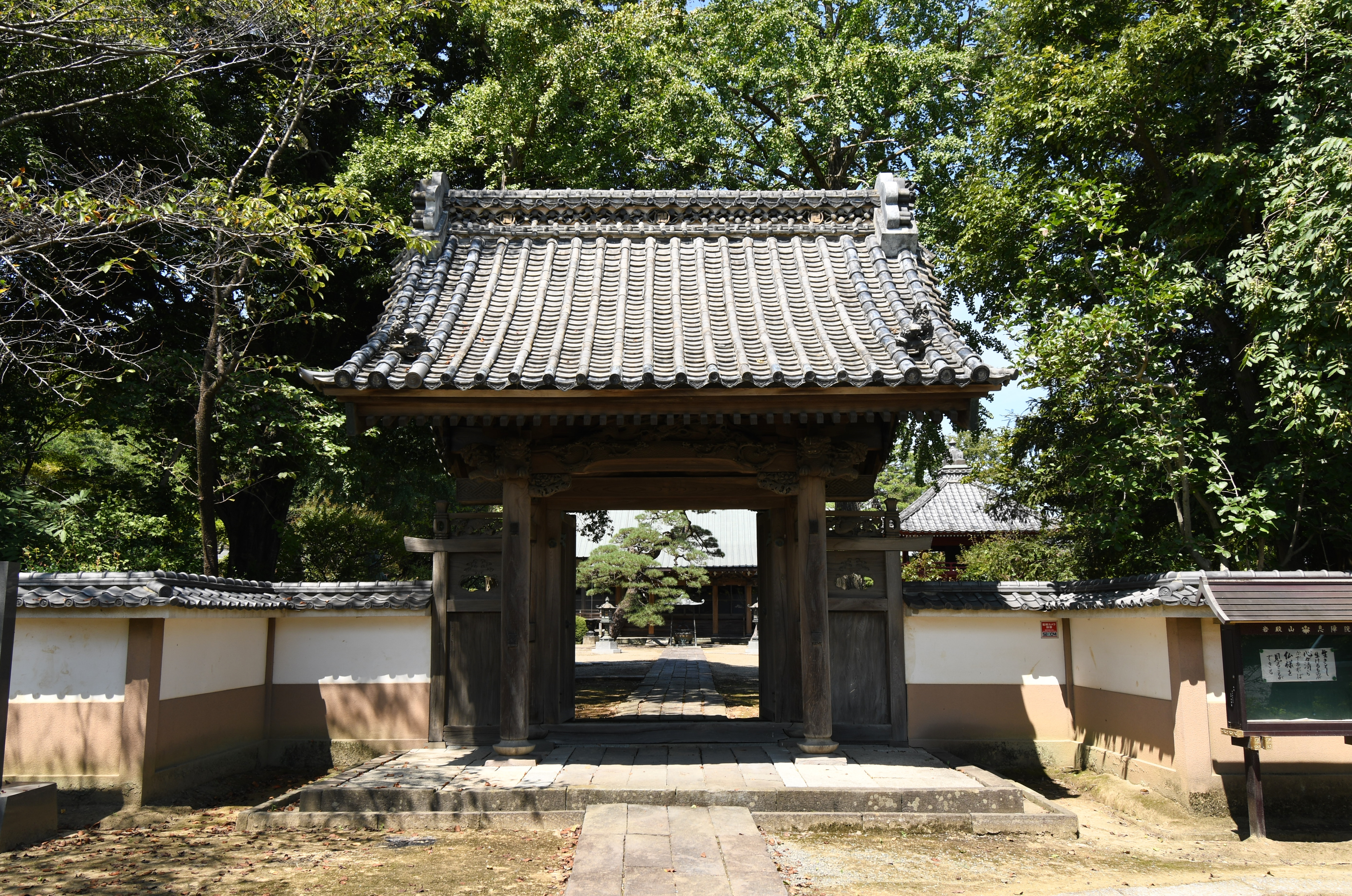
山門
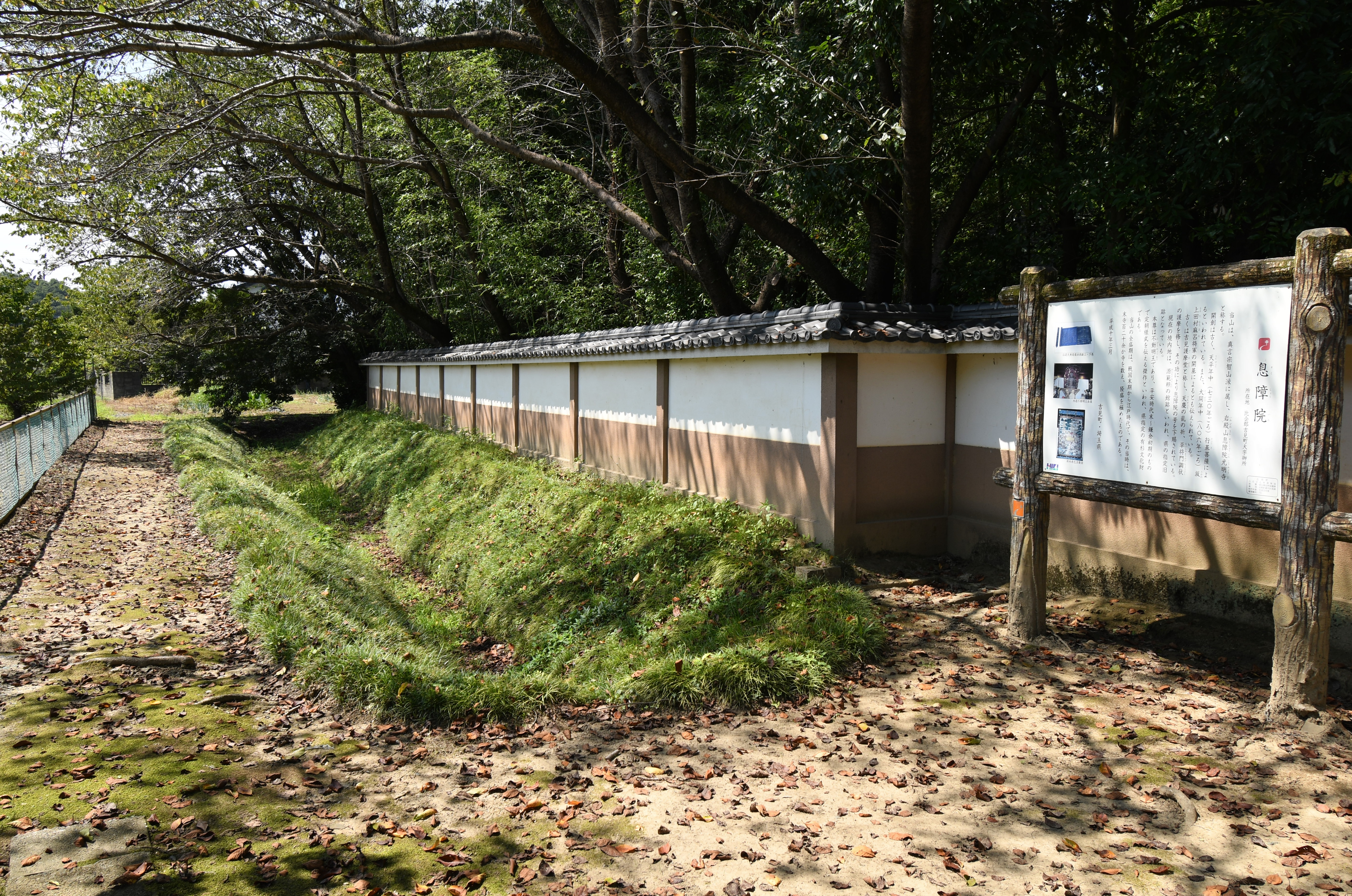
周堀
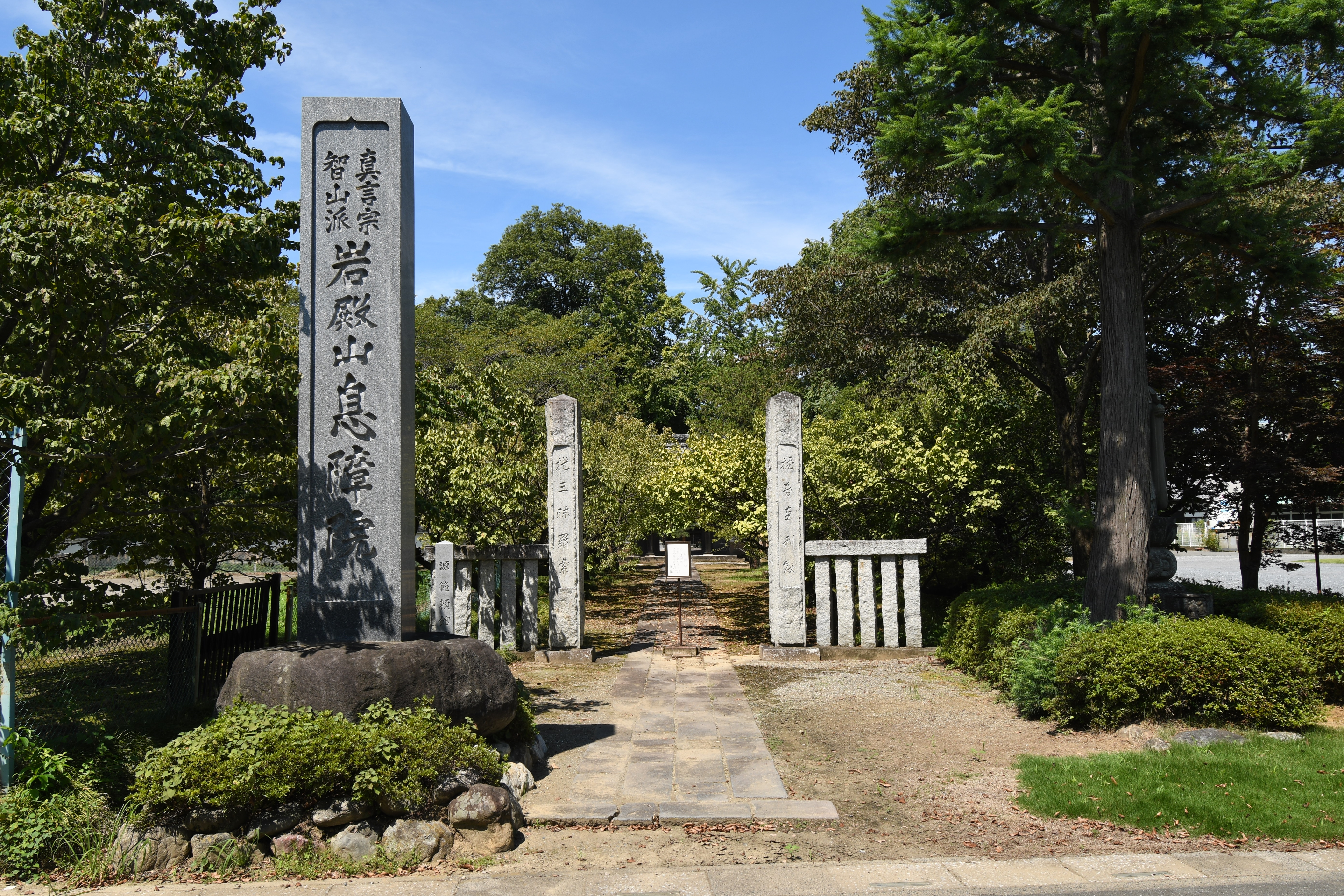
境内入り口

## 文化財
- 木造不動明王坐像（埼玉県指定有形文化財 昭和29年10月23日指定）[4]
- 絹本着色両界曼荼羅（埼玉県指定有形文化財 平成15年3月18日指定）[5]
- 伝範頼館跡（埼玉県指定旧跡 大正14年3月31日指定）[6]

## 交通アクセス
- 東松山ICより車18分。